# Keith Silverstein
Keith David Silverstein, znany również jako David Roach i David Keefir (ur. 24 grudnia 1970 r. w Plainfield) – amerykański aktor głosowy, znany z użyczenia głosu angielskim wersjom japońskich anime i gier wideo.

## Życiorys
Keith David Silverstein urodził się 24 grudnia 1970 roku w miejscowości Plainfield w stanie New Jersey. Wkrótce potem został adoptowany. Pierwsze lata życia spędził w Pensylwanii, skąd wraz z rodziną przeprowadził się do Kalifornii.

### Kariera
Keith rozpoczął swoją karierę jako aktor głosowy w 2000 roku przy projekcie Chucka Jonesa pt. Thomas Timber Wolf. Była to seria 13 krótkich filmików, których główną postacią był szary wilk. W serii gier Sonic the Hedgehog podkładał głos Krokodylowi Wektorowi. Oprócz tego pracował przy takich produkcjach anime jak JoJo’s Bizarre Adventure, Hunter × Hunter z 2011 roku (Hisoka), One Piece (Kurozumi Orochi), Bungou Stray Dogs – Bezpańscy literaci (Ōgai Mori), Smile Pretty Cure! (Wolfrun, Akaoni, Joker) i Miraculum: Biedronka i Czarny Kot (Gabriel Agreste / Monarcha). Oprócz tego współpracował przy grach Overwatch (Torbjörn Lindholm) i Genshin Impact (Zhongli).

## Życie prywatne
10 października 2010 roku Keith Silverstein wziął ślub z Rosemary Do. Wspólnie mają troje dzieci. Keith Silverstein jest Żydem.